# Outlaw King - Il re fuorilegge
Outlaw King - Il re fuorilegge (Outlaw King) è un film del 2018 diretto da David Mackenzie.
Il film è incentrato sulla figura storica di Roberto I di Scozia, interpretato da Chris Pine.

## Trama
Nella Scozia medievale, il nobile Roberto I di Scozia viene dichiarato fuorilegge da Edoardo I d'Inghilterra. Inizia una feroce battaglia per riconquistare il controllo della Scozia, per salvare la sua famiglia e la sua gente dall'occupazione inglese.

## Distribuzione
Il film è stato presentato in anteprima mondiale il 6 settembre 2018 al Toronto International Film Festival. È stato distribuito il 9 novembre 2018 attraverso Netflix, in tutti i paesi in cui il servizio è disponibile.